# Trincia Trinci
Trincia Trinci era fill de Corrado Trinci. Fou vicari del rector de Foligno durant deu anys, i podestà de Foligno el 1289 i va morir el 1296, i fou el pare d'Ugolino I Trinci, de Nallo I Trinci i de Maddalena.